# Ringo se întoarce
Ringo se întoarce sau Întoarcerea lui Ringo (titlu original: Il ritorno di Ringo) este un film italiano-spaniol western spaghetti din 1965 regizat de Duccio Tessari. Scenariul este scris de Fernando Di Leo și Tessari. Filmul continuă povestea din Baladă din Valea Morții (Una pistola per Ringo) din același an. Ca și predecesorul său, în film interpretează Giuliano Gemma și are o coloană sonoră compusă de Ennio Morricone. În alte roluri au interpretat actorii Fernando Sancho, Nieves Navarro și Hally Hammond.  Povestea filmului este o reinterpretare liberă a Odiseei lui Homer. 

## Distribuție
- Giuliano Gemma - Captain Montgomery "Ringo" Brown
- Fernando Sancho - Esteban Fuentes
- Hally Hammond - Hally Fitzgerald Brown
- Nieves Navarro - Rosita
- Antonio Casas - Sheriff Carson
- George Martin - Don Fernando Paco Fuentes
- Pajarito - Miosotis (Morning Glory)
- Tunet Vila - Mimbreno, the Apache medicine man
- Víctor Bayo - Jeremiah Pitt, the Saloon owner
- Mónica Sugranes - Elizabeth Brown
- Juan Torres - Bartender at Mimbres' village
- José Halufi - Gravedigger
- Fernando Di Leo - Fuentes Henchman
- Frank Oliveras - Fuentes Henchman
- Montserrat Prous - Mexican Girl
- Marc Smith - Captain Montgomery 'Ringo' Brown
- Duccio Tessari - Fuentes Henchman
- Ricardo Valor - Priest
- Rinaldo Zamperla - Fuentes Henchman

## Lansare și primire
Ringo se întoarce a fost lansat în decembrie 1965 în Italia. Filmul a fost al treilea film cu cele mai mari încasări din Italia în 1965, după Pentru câțiva dolari în plus  și Baladă din Valea Morții. 